# Judith Tuluka Suminwa

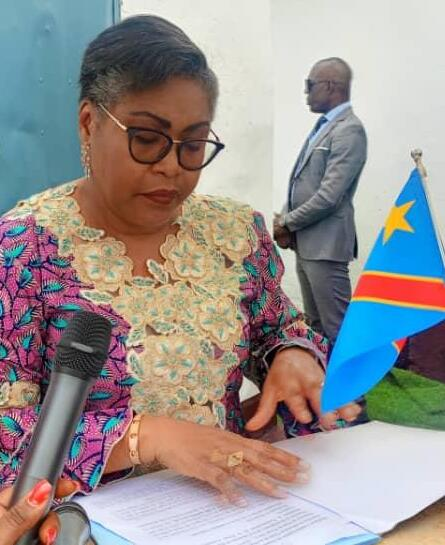
Judith Tuluka Suminwa

Judith Tuluka Suminwa (* 19. Oktober 1967) ist eine kongolesische Politikerin. Im Kabinett von Jean-Michel Sama Lukonde war sie Planungsministerin. Seit 12. Juni 2024 ist sie, als die erste Frau, die dieses Amt innehat, Premierministerin der Demokratischen Republik Kongo.

## Leben
Tuluka studierte an der Université libre de Bruxelles. Sie besitzt einen Master-Abschluss in Angewandten Wirtschaftswissenschaften und ein Diplom für zusätzliche Studien in Arbeit in Entwicklungsländern. Sie arbeitete im Bankensektor, bevor sie zu Organisationen der Vereinten Nationen wechselte, darunter zum Entwicklungsprogramm der Vereinten Nationen, wo sie als nationale Expertin in einem Gemeinschaftsunterstützungsprojekt im Osten des Landes tätig war. Anschließend arbeitete sie im Haushaltsministerium, bevor sie stellvertretende Koordinatorin des Presidential Strategic Watch Council (CPVS) wurde. Tuluka wurde am 24. März 2023 zur Planungsministerin der Regierung von Sama Lukonde ernannt.
Am 1. April 2024 wurde sie von Staatspräsident Félix Tshisekedi zur Premierministerin ernannt und vereidigt. Ihr Vorgänger Lukonde war im Februar 2024 aufgrund schwieriger Verhandlungen zur Bildung einer neuen Regierung nach der Parlamentswahl vom Dezember 2023 zurückgetreten.